# El Principal Airport
El Principal Airport är en flygplats i Chile.   Den ligger i provinsen Provincia de Cordillera och regionen Región Metropolitana de Santiago, i den södra delen av landet, 30 km söder om huvudstaden Santiago de Chile. El Principal Airport ligger 812 meter över havet.
Terrängen runt El Principal Airport är varierad. Runt El Principal Airport är det mycket glesbefolkat, med 2 invånare per kvadratkilometer.. Närmaste större samhälle är Puente Alto, 14,0 km norr om El Principal Airport. 
Trakten runt El Principal Airport består i huvudsak av gräsmarker.